# Kunsthalle Ziegelhütte

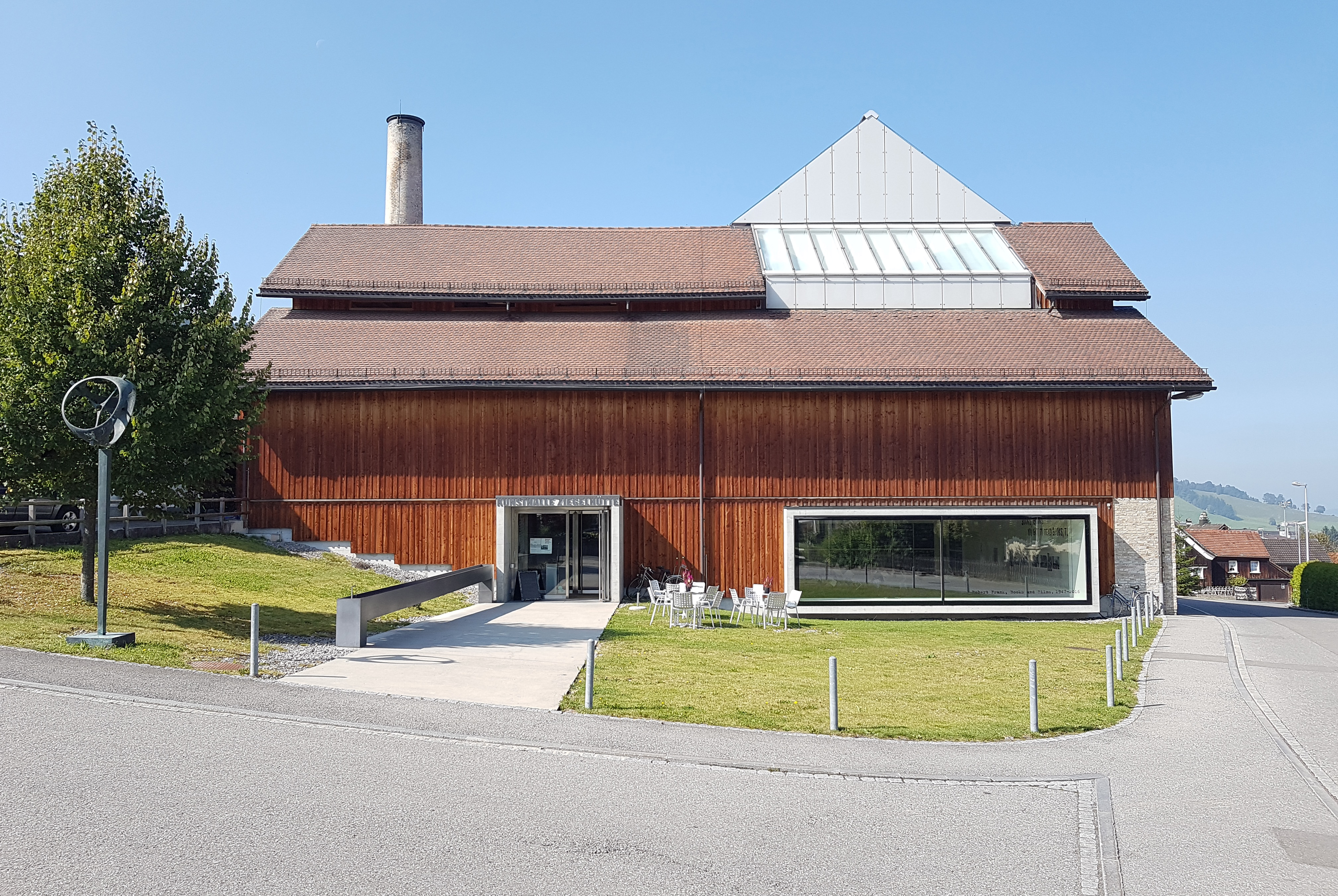
Die Kunsthalle Appenzell von aussen

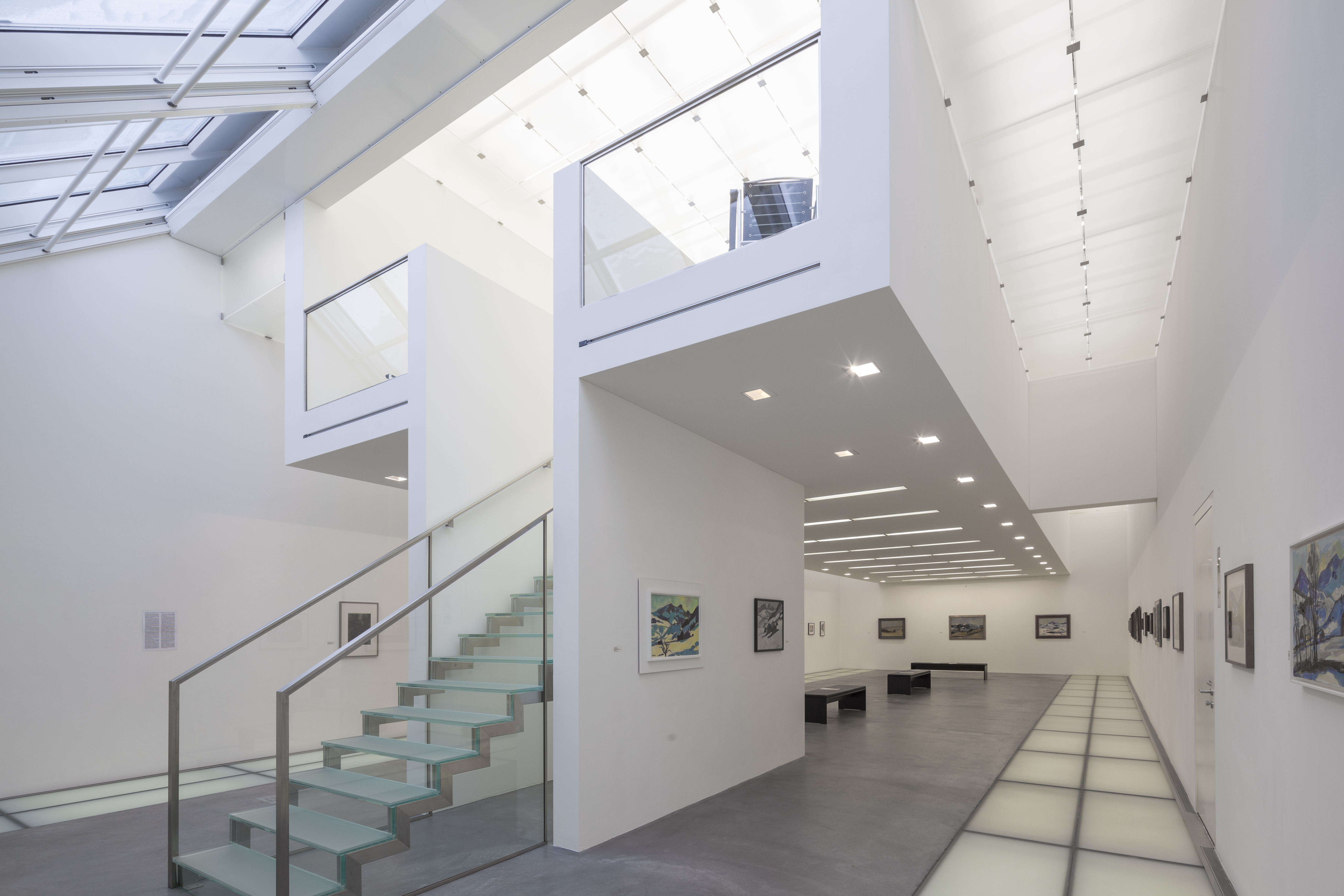
Ansicht des Obergeschosses in der Kunsthalle Appenzell

Ehemalige Präsentation von Gemälden von Carl Walter Liner in der Kunsthalle Appenzell

Die Kunsthalle Appenzell (früher Ziegelhütte) ist ein Museum und Kulturzentrum in Appenzell. Als Mehrspartenhaus beinhaltet das Angebot in der Kunsthalle neben Ausstellungen der zeitgenössischen Kunst ein musikalisches Konzertprogramm. Zwölf Konzerte und drei Matinee mit Nachwuchsmusiker*innen widmen sich der Klassik, deren Fortführung und Variationen in der gegenwärtigen Musik. In den Altbauräumen der Kunsthalle befinden sich ausserdem eine kleine Bibliothek und ein offener Raum, die öffentlich und kostenlos zugänglich sind und welche Kinder und Erwachsene selbständig benutzen können. Die Kunsthalle ist neben dem Kunstmuseum Appenzell das zweite Haus der Heinrich Gebert Kulturstiftung Appenzell.

## Kunsthalle als multifunktionales Kulturzentrum
In den Ausstellungsräumen der Kunsthalle Appenzell werden wechselnde monografische und thematische Ausstellungen zur zeitgenössischen Kunst präsentiert. Im historischen Altbau der Kunsthalle, in der Ziegelhütte, sind eine Cafeteria, eine Kunstbibliothek, ein offener Raum sowie das Museumsatelier untergebracht. Regelmässig werden zudem Tanzveranstaltungen, Lesungen und Konzerte aufgeführt. Die Kunsthalle ist neben dem Kunstmuseum Appenzell das zweite Haus der Heinrich Gebert Kulturstiftung Appenzell.

## Architektur
Entstanden ist die Kunsthalle 2003 durch den Umbau einer in ihrem Kern auf das 16. Jahrhundert zurückgehenden Ziegelei in ein multifunktionales Kulturzentrum. Um zeitgemässe Bedingungen für Kunstausstellungen zu schaffen, wurde ein präzis geschnittener Neubau aus Sichtbeton als «Haus im Haus» unter den Hauptfirst des Ziegeleigebäudes eingeschoben. Er bildet eine Brücke über den Ziegelbrennofen von 1566, der im 19. Jahrhundert als Rundbrennofen fertiggestellt wurde. Die beiden Grossvolumen des Ofens und des Neubaus treten im freigelegten grossen Innenraum in einen Dialog. Der Gegensatz von Hüttenwerk in Holz und dem Kunst-Kubus aus Beton ist räumlich erlebbar. Der Ziegelbrennofen von 1566 und das frühindustrielle Bauensemble mit den wichtigen Produktionseinrichtungen, wie Kollergang, Ziegelpresse und Paternosteraufzug, blieben erhalten und wurden ins Gebäude integriert.
Die in den ursprünglichen Massen rekonstruierte Architektur wurde vom St. Galler Architekturbüro Robert Bamert entworfen. Als Bauherrin fungierte die Stiftung Liner, die seit 2014 Heinrich Gebert Kulturstiftung Appenzell heisst.

## Geschichte der Ziegelei

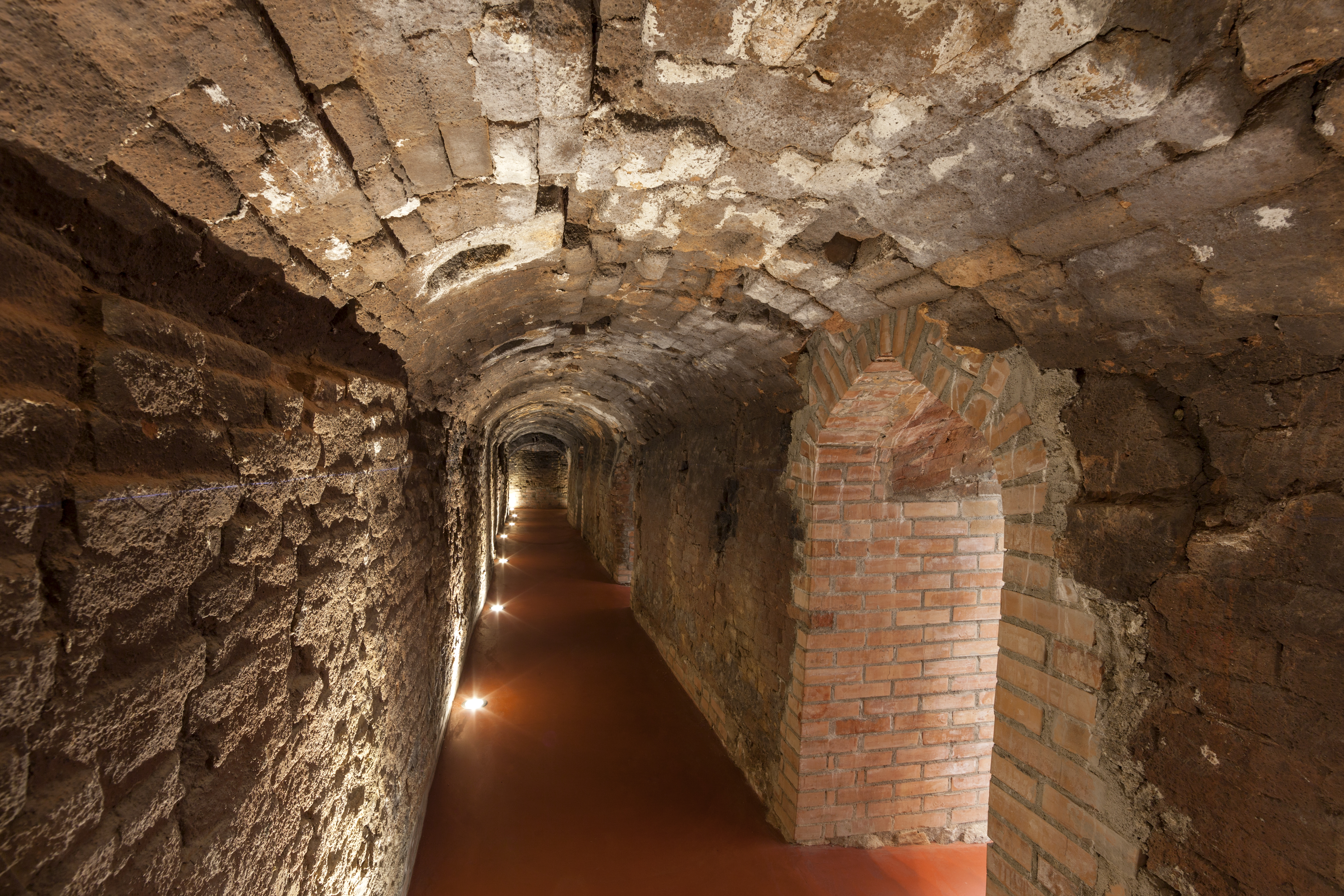
Der Brennofen aus dem 16. Jahrhundert

Ziegelhütte Appenzell um 1920

Der erste Kalkbrennofen der Ziegelei Appenzell entstand Anfang des 16. Jahrhunderts und wurde 1559 erstmals urkundlich erwähnt. 1566, sechs Jahre nach einem Grossbrand, dem das ganze Dorf Appenzell zum Opfer gefallen war, wurde die Ziegelhütte mit dem heute noch stehenden Brennofen neu erbaut. In der zweiten Hälfte des 18. Jahrhunderts ging die Ziegelei, welche sich zuvor in Staatsbesitz befunden hatte und verpachtet worden war, erstmals in Privatbesitz über. Nach etlichen Handänderungen ging sie 1875 an Valentin Gschwend über, der sie 1881 seinem Schwiegersohn Heinrich Buschauer überliess. Dieser baute die Ziegelhütte aus und betrieb sie während gut 40 Jahren, bis er sie 1922 an seinen Sohn Karl Heinrich Buschauer übertrug. 1957 wurde die Ziegelei stillgelegt.

## Belege
1. ↑  Kunsthalle Ziegelhütte: Architektur. In: h-gebertka.ch. Abgerufen am 5. März 2015.
2. ↑  Siehe dazu den Artikel von Achilles Weishaupt: Die Ziegelei in Appenzell. Beiträge zur Industriegeschichte, in: Ziegelei | Ziegelhütte | Kunsthalle. Appenzell 2017, S. 9–29.
3. ↑  Geschichte der Ziegelhütte. In: h-gebertka.ch. Abgerufen am 21. Januar 2021.
4. ↑  Yvo Buschauer: Arbeitsprozesse in der Ziegelei im 20. Jahrhundert, in: Ziegelei | Ziegelhütte | Kunsthalle, Appenzell 2017, S. 37–39.

Koordinaten: 47° 19′ 41,6″ N, 9° 24′ 41,2″ O; CH1903: 749112 / 243802